# فوميتاكي ميورا
فوميتاكي ميورا (باليابانية: 三浦 文丈) (12 أغسطس 1970 في شيزوكا في اليابان – )؛ هو لاعب كرة قدم ياباني سابق كان يلعب كلاعب وسط.

## وصلات خارجية
- فوميتاكي ميورا على موقع رابطة كرة القدم اليابانية للمحترفين (اليابانية)
- فوميتاكي ميورا على موقع قاعدة بيانات كرة القدم.إي يو (الإنجليزية)
- فوميتاكي ميورا على موقع Soccerway.com (الإنجليزية)
- فوميتاكي ميورا على موقع عالم كرة القدم.نت (الإنجليزية)